# Sidiki Bakaba
Sidiki Bakaba, né le 1er janvier 1949 en Côte d'Ivoire, est un acteur, réalisateur, cinéaste, metteur en scène et ambassadeur culturel  franco-ivoirien.

## Biographie
Sidiki Bakaba commence ses études dans la ville d'Abengourou situé à l'Est de la Côte d'Ivoire de 1955 à 1960, avant de suivre sa formation à l'École nationale d'art dramatique d'Abidjan. Il joue des rôles dès son jeune âge. A treize ans, il joue dans Un nommé Judas, Papa Bon dieu (Louis Sapin), Un client sérieux. Après ses études , il enseigne l'expression corporelle à l'Institut National des Arts d'Abidjan, aujourd'hui INSAAC. Il effectue des stages de formation au Living Theatre et auprès de Grotowski. Il fait la rencontre de Yvette Ayala en 1975 qui devient son épouse qui passe de fonctionnaire de l'Etat de France à conseillère à la présidence et détachée auprès du DG Directeur Général du Palais de la culture d'Abidjan en la personne de son conjoint Sidiki Bakaba comme directrice administrative. En exil depuis la crise post-éléctorale ivoirienne de 2011, il perd sa femme le 11 septembre 2023 en France.
Il connait une importante carrière d'acteur, entre l'Europe et le continent africain, entre le théâtre et le cinéma où il est dirigé par des artistes reconnus (Patrice Chéreau, Claude Régy, Jean-Marie Serreau, Sembène Ousmane, etc). Parallèlement, il met en scène de nombreuses pièces et réalise des films de fiction tels que Les Guérisseurs (1988) qui remporte le prix de la meilleure musique au Festival du Cinéma Francophone, mais aussi la Voix de l'espoir au FESPACO de Ouagadougou en 1989. Il réalise parallèlement des courts-métrages, dont Le Nord est tombé sur la tête (1985-1998) pour la chaîne TV5, La Parole (1992) ou encore L'Anniversaire de Daymios (novembre 1992), puis des documentaires Cinq siècles de solitude,  la victoire aux mains nues en 2002.
Sa réalisation, Roues libres, lui permet de remporter le prix du meilleur scénario au festival d'Amiens en 1998 et d'être présenté sur la chaîne ARTE.
Sidiki Bakaba devient directeur du Palais de la culture d'Abidjan à Treichville de 2000 à 2011. Il dirige aussi l’Actor Studio (école de formation d'acteur au sein du palais qu'il a créé).
Lors de la crise post-électorale de 2011, il se retrouve piégé et blessé dans la résidence présidentielle qui se trouve assiégée par les bombardements de l'armée française.
Il est le père du concepteur de jeux vidéo Dinga Bakaba.

## Formation et études
- 1962-1966 : École nationale d'art dramatique d'Abidjan (discipline : mise en scène, direction d'acteurs)
- 1963-1967 : répertoire classique (Eschyle, Sophocle, Euripide, Molière, Corneille, Racine, Shakespeare, etc.)
- 1966-1970 : Institut national des arts d'Abidjan (option art dramatique et enseignement)
- 1970-1972 : Université internationale de théâtre, Paris. Stages européens avec le Living Theatre et Grotowski.

## Enseignement
- 1970-1972 : Professeur-stagiaire à l'Institut national des arts, Abidjan
- 1972-1975 : Professeur d'expression corporelle, Institut national des arts, Abidjan
- 1985 : Professeur d'art dramatique, école Bernard Lavilliers, Paris
- 1985-1986 : Professeur d'art dramatique, école des arts Joséphine Baker, Paris
- 1990 : Stage d'expression corporelle, Paris I, Université Sorbonne Panthéon
- 1991 : Stage d'expression corporelle, Image d'Ailleurs, Paris
- 1992 (Janvier-Février) : Stage de formation d'acteur, Mise en scène pièce de théâtre au centre Culturel Franco-nigérian, Niamey
- 1992 (Septembre) : Stage de formation d'acteur au G.T.R.O, Abidjan

- 2001-2008 : Directeur de l'Actor Studio au Palais de la Culture d'Abidjan

## Divers
- Langue: Français, Anglais, Bambara, Malinké, Dioula
- Activités Sportives : Équitation, Course, Trapèze

## Distinctions
- 1979 : Prix d'interprétation pour le film Bako, l'autre rive, festival de la Francophonie, Nice
- 1985 : Grand prix d'interprétation pour les trois films présentés, Journées cinématographiques de Carthage (Tunisie) ; Petanqui, Le Médecin de Gafire, Suicides
- 1987 : Prix du meilleur acteur pour le film Le Médecin de Gafire, Festival d'Alger
- 1988 : Prix de la meilleure musique de film pour Les Guérisseurs, Festival de la Francophonie, Martinique
- 1989 : Prix voix de l'Espoir FESPACO pour Les Guérisseurs
- 1992 : Fait citoyen d'honneur de Louisville, États-Unis
- 1997 : Prix du scénario pour Roues libres, Ayala Bakaba et Sidiki Bakaba, Festival international d'Amiens
- 1999 : Prix Unesco pour Les Déconnards, Festival MASA, Abidjan
- 2000 (20 décembre) : nommé Directeur Général du Palais de la Culture par décret no 2000 875 du 20/12/2000 par le Président de la République Laurent Gbagbo
- 2001 : février 2001 prix UEMOA pour "Los palenqueros" "Cinq siècles de Solitude" Documentaire de Sidiki Bakada et Blaise Ndjedoya, scénario Ayala Bakada et Blaise Ndjedoya
- 2001 : Fait officier de l’ordre national (Ivoirien) par le Président de la République S.E.M. Laurent Gbagbo
- 2003 : octobre 2003 « Prix Culturel Africain du Mérite » décerné par le RIFAD (Réseau International des Femmes Africaines et de la Diaspora)
- 2005 : Prix IKEDA  pour la Culture et l’Education de la Soka gakkaï-internationale Côte d’Ivoire.
- 2005 : Prix de la meilleure réalisation pour le Film « Roues Libres » décerné par l’Association des Professionnels du cinéma de Côte d’Ivoire
- 2006 : Prix du Meilleur Promoteur Culturel Couronne des Arts décerné par l'Union des Journalistes Culturels de Côte d'Ivoire (UNJCI)
- 2006 : Prix d’Excellence Diplôme d’Honneur décerné à Sidiki Bakada avec les vifs  remerciements du Conseil Général d’Abengourou, sa ville natale, pour sa précieuse contribution à la promotion de l’Excellence dans le système éducatif dans la région du Moyen Comoé.
- 2007 : Décoration au  Benin pour les Arts et la Culture par l’Université du Quartier Latin de Cotonou
- 2008 : Prix du Pionnier des Arts et des Lettres (Meilleur Comédien de l'Afrique de l'Ouest) décerné  la Fondation des artistes de Côte d’Ivoire (FONDACI)
- 2008 : Prix de la Production Audiovisuelle de la Résistance Ivoirienne production des Arts et des Lettres décerné par La Fédération Nationale des Orateurs, Parlements et Agoras de Côte d'Ivoire (FENOPACI)
- 2009 : Distingué pour l'ensemble de sa carrière à la 2e édition du Festival Culturel Panafricain d'Alger
- 2009 : Membre du Jury à la deuxième édition du Grand Prix du Théâtre Francophone au Bénin
- 2010 : Coopté pour être membre du Conseil International d'Accompagnement des Grands Prix du Théâtre Francophone pendant trois ans par la CBEOA ASSOCIATION du Bénin, Organisatrice des Grands Prix Afrique du Théâtre Francophone
- 2014 : Prix d’interprétation pour l’ensemble de son œuvre Festival des lagunes Abidjan
- 2017 : Médaille de reconnaissance de la diaspora sénégalaise décernée par Re-Source/Sununet à « Sidiki Bakaba, grande figure des Arts et de la culture »
- 2018 : reçoit le FAMA des Arts par le GRAS (Groupe de Recherches en Arts du spectacle), Université Félix Houphouet-Boigny à l’occasion du colloque international « Sidiki Bakaba, un engagement au service des Arts du spectacle africain »
- 2019 : à l’occasion du FESPACO, est fait Chevalier de l’Ordre du Mérite, des Arts, des Lettres et de la Communication par le Ministère de la Culture, des Arts et du Tourisme Burkinabé.

## Théâtre

### Comédie
- 1965 : Hamlet de Shakespeare, Théâtre National Ivoirien
- 1968 : Monsieur Togo-Gnini de Bernard B. Dadié, tournée africaine (plus Franco-Fête, Québec 1974)
- 1970 : Les Anges meurtriers de Conor Cruise O'Brian, TNP Paris Mythus et Sexus, A Dias Florian, Théâtre du Lucernaire, Paris
- 1971 : Béatrice du Congo de Bernard B. Dadié, Festival d'Avignon, France
- 1975 : Lulu de Claude Régy, Théâtre de l'Athénée, Paris avec Jeanne Moreau
- 1976 : Actes essentiels de Sanvi Panou, Paris,
- 1976 : La Dépossession de Seydou Bokoum, Festival Mondial des Arts Nègres, Lagos, Nigeria
- 1983 : Combat de nègre et de chiens de Bernard-Marie Koltès, mise en scène Patrice Chéreau, Théâtre Nanterre-Amandiers, TNP Villeurbanne
- 1985 : Maître Harold de Jack Garfein, Théâtre du Rond-Point, Paris
- 1991 : Liens de sang de A. Fugart, Dir. Star Théâtre
- 1991 : Zoo Story, Niamey
- 1994-1995 : La Légende du wagadu de Moussa Diagana, Dir Patrick Lemauff, Théâtre de l'Attroupement, Tournée de septembre à Mai 1994 rôle de Kerfa le fou
- 1998 : Les Déconnards de Koffi Kwahulé, Festival d'Avignon, 1998, Chapelle du Verbe Incarné
- 1999 : Électre de Jean Giraudoux, Directeur Jean Dalric, Théâtre du Ranelague, Éthiopiques de S.C. Senghor, Théâtre du Ranelague
- 1999 : Les Déconnards de Koffi Kwahulé, (prix Unesco Masa 1999).
- 2002 :C’est ça là même de Sidiki BAKABA
- 2002 : Papa Bon Dieu, Louis Sapin. Une satire sur les sectes, Réalisateur : Sidiki BAKABA
- 2002 : l’homme sur le parapet du pont, Guy Foissy, Réalisateur : Sidiki BAKABA
- 2003 : l’Exil d’Albouri, Cheick Aliou N’dao, Réalisateur : Sidiki BAKABA
- 2004 : Monoko-Zohi, Diégou BAILLY, Réalisateur : Sidiki BAKABA
- 2006 : Il nous faut l’Amérique, Koffi KWAHULE, Réalisateur : Sidiki BAKABA
- 2007 : Îles de Tempête, Bernard B. Dadié, Réalisateur : Sidiki  BAKABA
- 2008 : Hèrèmankono, Diégou Bailly, Réalisateur : Sidiki  BAKABA
- 2010 : La Malice des hommes, Jean-Pierre GUINGANE, Réalisateur : Sidiki  BAKABA

### Mises en scène
- 1968 : La Fille des dieux d'Amadou Koné, Théâtre de la Cité, Abidjan
- 1969 : En attendant Godot de Samuel Beckett, Théâtre National Ivoirien
- 1971 : C'est quoi même ? de Sidiki Bakaba, Abidjan
- 1974 : L'Œil de Bernard Zadi Zaourou, Abidjan
- 1977 : De la chair au trône d'Amadou Koné, Institut National d'Audiovisuel
- 1991 : Hommage à Douta Seck, Centre Culturel Français, Abidjan
- 1991 : Tsoro de Mustapha Diop, Niamey
- 1992 (Juin) : Zoo Story d'Edward Albee, Centre Culturel Français Abidjan avec l'aide de la Mission de Coopération Française
- 1992 (Juin) : Le Trou, création collective. Mise en scène et écriture du spectacle qui fait le bilan d'une Afrique en mutation face à la démocratie et au multipartisme
- 1992 (Décembre) : Maître Harold d'Athol Fugarth, Centre Culturel Français Coproduction Mission de Coopération française et Compagnie Kepri création
- 1996 : L'Empereur Jones d'Eugène O'Neill, CCF Abidjan, Coproduction Afrique en Création
- 1997 : Les Déconnards de Koffi Kwahulé, avec Sidiki Bakaba, coproduction Afriki Projection, Kepri Création et PSIC Abidjan
- 2002 : C'est ça la même de Sidiki Bakaba, le bilan des 40 ans d'indépendance (jusqu'au coup d'État et au Forum de la réconciliation National)
- 2002 : L'Homme sur le parapet du pont de Guy Foissy
- 2003 : Papa bon Dieu de Louis Sapin, une satire sur les sectes
- 2003 : L'Exil d'Albouri de Cheik Aliou Ndao
- 2004 : Monoko-Zohi de Diégou Bailly
- 2006 : Il nous faut l'Amérique de Koffi Kwahulé
- 2007 : Îles de Tempête, Bernard B. Dadié,
- 2008 : Hèrèmankono, Diégou Bailly,
- 2010 : La Malice des hommes, Jean-Pierre GUINGANE

### Mise en scène et comédien
- 1969 : En attendant Godot de Samuel Beckett, Théâtre National Ivoirien
- 1974 : L'Œil de Bernard Zadi Zaourou, Abidjan
- 1992 (Juin) : Zoo Story d'Edward Albee, Centre Culturel Français Abidjan avec l'aide de la Mission de Coopération Française
- 1992 (Septembre) : Le Trou, création collective. Mise en scène et écriture du spectacle qui fait le bilan d'une Afrique en mutation face à la démocratie et au multipartisme
- 1992 (Décembre) : Maître Harold d'Athol Fugarth, Centre Culturel Français Coproduction Mission de Coopération française et Compagnie Kepri création
- 1996 : L'Empereur Jones d'Eugène O'Neill, CCF Abidjan, Coproduction Afrique en Création
- 1997 : Les Déconnards de Koffi Kwahulé, avec Sidiki Bakaba, coproduction Afriki Projection, Kepri Création et PSIC Abidjan
- 2002 : C'est çà là même de Sidiki Bakaba, le bilan des 40 ans d'indépendance (jusqu'au coup d'État et au Forum de la réconciliation National)
- 2002 : Papa bon Dieu de Louis Sapin, une satire sur les sectes
- 2003 : L'Exil d'Albouri de Cheik Aliou Ndao
- 2004 : Monoko-Zohi de Diegou Bailly
- 2005 : Il nous faut l'Amérique de Koffi Kwahulé
- 2007 : Îles de tempête de Bernard B. Dadié
- 2008 : Hèrèmankono, Diégou Bailly,
- 2010 : La Malice des hommes, Jean-Pierre GUINGANE
- 2015 : Les déconnards Koffi Kwahule, mise en scène Sidiki Bakaba, Festival International contemporain de Brasilia (Brésil). Reprise

### Théâtre filmé, Mise en scène et rôle principal
- 1992 (Octobre) : Zoo Story d'Edward Albee, téléfilm de 85 min, vidéo Béta SP ; réalisateur TV1 - Abdul Karim, Production Afriki Projection
- 1992 (Décembre) : Maître Harold d'Athol Furgarth, téléfilm de 90 min, vidéo Béta SP ; réalisateur TV1, production Afriki Projection
- 1995-1996 : L'Empereur Jones d'Eugene O'Neill, dramatique filmée en vidéo Béta SP 70 min
- 1999 : Les Déconnards de Koffi Kwahulé, dramatique filmée vidéo Béta SP 86 min
- 2002 : Papa Bon Dieu, Louis Sapin. Une satire sur les sectes, Réalisateur : Sidiki BAKABA
- 2003 : l’Exil d’Albouri, Cheick Aliou N’dao, Réalisateur : Sidiki Bakaba
- 2004 : Monoko-Zohi, Diégou BAILLY, Réalisateur : Sidiki Bakaba
- 2007 : Îles de Tempête, Bernard B. Dadié, Réalisateur : Sidiki Bakaba
- 2008 : Hèrèmankono, Diégou Bailly, Réalisateur : Sidiki  BAKABA
- 2010 : La Malice des hommes, Jean-Pierre GUINGANE, Réalisateur : Sidiki  BAKABA

## Filmographie

### Acteur
- 1977 : Bako, l'autre rive de Jacques Champreux
- 1978 : L'État sauvage de Francis Girod
- 1979 : L'Appât du gain de Jules Takam ; Un dessert pour Constance
- 1981 : Le Professionnel de Georges Lautner
- 1981 : Un dessert pour Constance de Sarah Maldoror
- 1982 : Le Médecin de Gafire de Moustapha Diop, Niger
- 1982 : Petanqui de Yéo Kozoloa, Côte d'Ivoire
- 1983 : L'Aventure ambiguë de Jacques Champreux (acteur et conseiller artistique)
- 1985 : Visages de femmes de Désiré Écaré, Côte d'Ivoire
- 1986 : Dessebagato d'Emmanuel Sanon-Doba, Burkina Faso
- 1986 : Descente aux enfers de Francis Girod
- 1986 : Azizah, la fille du fleuve, téléfilm de Patrick Jamain
- 1987 : Camp Thiaroye de Ousmane Sembène, Sénégal
- 1988 : Les Guérisseurs de Sidiki Bakaba, Côte d'Ivoire
- 1989 : Mamy Wata de Moustapha Diop, Niger
- 1999 : Le Nord est tombé sur la tête, série, TV5 (acteur principal)
- 2000 : Daressalam d'Issa Coello, Tchad
- 2002 : Roues libres de Sidiki Bakaba (rôle du commissaire)
- 2005 : Héritage Perdu de Christian lara
- 2008 : Sur les traces de Toussaint Louverture de Sidiki Bakaba
- 2010 :  «Un pas en avant, les dessous d’une corruption» Sylvestre Amoussou. Bénin
- 2014 :  «Esclave et courtisane» Christian Lara
- 2015 :  «China Salesman » Tang Ping
- 2018 :  «YAFA (Le pardon)» Christian Lara
- 2022 : Obatanga Saison 1, série de Henri Melingui, Réalisateur : Alex Ogou
- 2023 : Obatanga  Saison 2, série de Henri Melingui, Réalisateur : Alex Ogou
- 2025 : La Mission de l'espace de Jean-Pascal Zadi

### Réalisateur - Fiction long-métrage
- 1988 : Les Guérisseurs, Prix de la meilleure musique, scénario Sidiki Bakaba et Ayala Bakaba, Festival du Cinéma Francophone, 90 min - 35 mm, avec Benson GT, RG Rajot, Alpha Blondy, Nayanka Bell ; Salif Keïta (musicien)|Salif Keita
- 1994 : Tanowé des lagunes, téléfilm, Abidjan, vidéo Béta SP
- 2002 : Roues libres, long-métrage 90 min - 35 mm ; prix du Meilleur Scénario au Festival d'Amiens 1998, avec Adama Dahico, Placide Bayoro, Traoré Daouda et Sidiki Bakaba ; musique Meiway, chanson Meiway et Asalfo des Magic System

### Documentaires - Long-métrage
- 2000 : Los Palenqueros Cimarrons de Colombie
- 2005 : La Victoire aux mains nues

### Télévision
- 1983 : L'Aventure ambiguë de Jacques Champreux pour TF1 (conseiller artistique)
- 1992 : La Parle, Concours CFI, festival de Limoges avec CCF d'Abidjan, Réalisateur Sidiki Bakaba
- 1992 (Novembre) : L'Anniversaire de Daymio, production Afriki Projection
- 1992 (Octobre) : Zoo Story d'Edward Albee, téléfilm de 1 h 25 min, vidéo Béta SP ; réalisateur TV1 - Abdul Karim, Production Afriki Projection
- 1992 (Décembre) : Maître Harold d'Athol Furgarth, téléfilm de 1 h 30 min, vidéo Béta SP ; réalisateur TV1, production Afriki Projection
- 1995-1996 : L'Empereur Jones d'Eugene O'Neill, dramatique filmée en vidéo Béta SP 70 min
- 1995-1998 : Réalise pour TV5 Émission  le Nord est tombé sur la tête Vidéo Béta numérique 30 courts métrages de 8 min
- 1999 : Les Déconnards de Koffi Kwahulé, dramatique filmée vidéo Béta SP 86 min
- 2002 : C’est ça là même de Sidiki Bakaba
- 2002 : Papa Bon Dieu, Louis Sapin. Une satire sur les sectes, Réalisateur : Sidiki Bakaba
- 2002 : l’homme sur le parapet du pont, Guy Foissy, Réalisateur : Sidiki Bakaba
- 2002 : Émission Fiers Ivoiriens en collaboration avec la Radio Télévision Ivoirienne (RTI).
- 2003 : l’Exil d’Albouri, Cheick Aliou N’dao, Réalisateur : Sidiki Bakaba
- 2004 : Monoko-Zohi, Diégou BAILLY, Réalisateur : Sidiki Bakaba
- 2006 : Il nous faut l’Amérique, Koffi Kwahule, Réalisateur : Sidiki Bakaba
- 2007 : Îles de Tempête, Bernard B. Dadié, Réalisateur : Sidiki Bakaba
- 2008 : Hêrêmankono, Diégou Bailly, Réalisateur : Sidiki Bakaba
- 2010 : La Malice des hommes, Jean-Pierre Guingane, Réalisateur : Sidiki Bakaba
- 1999 : Fête de génération d'Abobote
- 2000 : Los Palenqueros Cimarrons de Colombie
- 2002 : Côte d'Ivoire, terre d'espérance
- 2002 : Caravane de la paix
- 2005 : La Victoire aux mains nues

Longs-métrages - Fiction
- 2008-2009 : Un homme en trois morceaux, d'après le roman de Roger Dorsinville, scénario Ayala Bakaba
- 2009-2010 : Requiem pour un champion, adapté de l'œuvre de Koffi Kwahulé, Cette vieille magie noire, scénario Ayala Bakaba